# EDN1
EDN1 (англ. Endothelin) –  Ендотелін-1 (ЕТ-1) протеїн що кодується однойменним геном edn1 розташований на шостій хромосомі, він є потужним ендогенним вазоконстриктором пептидної природи який секретується ендотеліальними клітинами. Його дія опосередкована через два типи рецепторів: ETA і ETB.
Ендотелін-1 належить до сімейства пептидів ендотелінів яке окрім нього включає ЕТ-2, ЕТ-3 розташованих на хромосомі 1 та 20. Вони відрізняються на 2 та 6 амінокислот відповідно. Ендотелін-1 є найбільш поширеним у організмі.
Продукт трансляції (препроендотелін-1 – 212 амінокислот) проходить обмежений протеоліз з утворенням 38 амінокислотного big ET-1, який в свою чергу під дією фуриноподібних протеаз формує активну зрілу форму ендотеліну.   Кількість амінокислот що входять до складу зрілої форми пептиду – 21, молекулярна маса – 2491,90 Да.

## Генedn1
Ген edn1 у  ссавців містить 9 екзонів та має охоплює 6,8 кб геномної ДНК. Він розташований на короткому плечі шостої хромосоми людини.

## Регуляція транскрипції ендотеліну
Основний механізм регуляції транскрипції ендотеліну пов'язаний з транскрипційним фактором Vezf1 що розташований на -55 bp в промоторі edn1. Цей транскрипційний фактор може відповідати на зростання концентрації Са2+ , та взаємодіяти з ГТФазою p68RacGAP.
Іншим механізмом є регуляція  фактором транскрипції AP-1  що є важливим елементом  в промоторі edn1. Сайт зв’язування цього білку розташований на -108 bp. AP-1 є фактором транскрипції   який опосередковує геномні відповіді на фактори росту, цитокіни та  прозапальні і проліферативні сигнали.. Окрім того AP-1 є чутливим до гіпоксії так за умов гіпоксії до роботи з промотором edn1 залучаються й такі білки як ацетилтрансфераза гістонів та HIF-1. Шлях передачі сигналу, залежний від гіпоксії, відповідальний за активацію edn1, не був ретельно визначений.
Ще одним механізмом регуляції може слугувати альдостерон, мінералокортикоїд, який стимулює експресію edn1 у клітинах гладких м'язів судин кардіоміоцитах і клітинах ниркових епітеліїв. Було показано, що мінералокортикоїдний рецептор зв'язується безпосередньо з ендогенним промотором edn1 залежним від альдостерону способом.  edn1 регуляторна область включає в себе мотив Е-бокс.
NF-κB є загальновідомим редокс-чутливим фактором транскрипції, що здатний  активати експресію edn1 у різних типах клітин. edn1 промотор містить функціональний сайт зв'язування NF-кВ , розташований в положенні -2090 п.о.
Також механотрансдукційні сигнали  регулюють продукцію edn1 в судинних ендотеліальних і ниркових епітеліальних клітинах. Підвищена швидкість потоку та постіний тиск на мембрану стимулюють вивільнення ET-1 з багатьох типів судинних і несудинних клітин. Ймовірно це пов’язано з кальцієвою сигналізацією через механорецептори, що призводить до зростання концентрації Ca2+, до якого є чутливим транскрипційний фактор Vezf1.

## Поліморфізми
Для гену ендотеліну-1 виявлено 9677 SNP, що можуть бути пов’язаними з різноманітними захворюваннями. Так було показано що поліморфізм rs5370 підвищує ризик розвитку інфаркту міокарда.

## Білок
Ендотелін-1 – поліпептид який складається з 21 амінокислоти, має 2 дисульфідні містки між 1-15 амінокислотами та 3-11.  Описано три структурно різні ізоформи ЕТ тобто ЕТ-1, ЕТ-2, ЕТ-3. Крім того, були виявлені 31-залишкові ЕТ. У фізіологічних умовах ЕТ-1 продукується в невеликих кількостях переважно в ендотеліальних клітинах, головним чином діючи як аутокринний чи паракринний медіатор. В патофізіологічних умовах , може продукуватися у великій кількості різних типів клітин, в тому числі ендотеліальних клітинах, клітинах гладеньких м'язів судин, міоцитах серця, а також  таких клітинах як макрофаги.

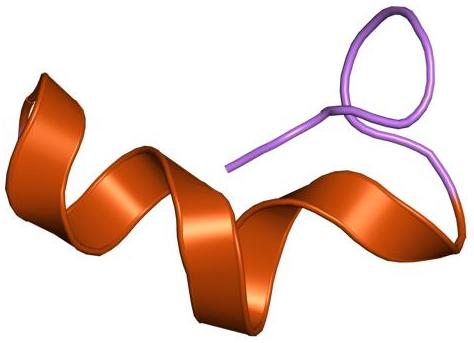

| CSCCCLMNKQ |  | CVYFCHLNII |  | W |

C: Цистеїн

C: Серин

F: Фенілаланін

H: Гістидин

I: Ізолейцин

K: Лізин

L: Лейцин

M: Метіонін

N: Аспарагін

Q: Глутамін

S: Серин

V: Валін

W: Триптофан

Y: Тирозин

## Фізіологічна роль
Існують два типи ендотелінових рецепторів ETA і ETB. Вони належатьдо сімейства G-білкових рецепторів. Рецептори ЕТА розташовані переважно в гладеньких міоцитах судин(VSMC), де вони є відповідальними за вазоконстрикцію, проліферацію клітин і прозапальний ефект. ETB-рецептори включають два підтипи: ETB 1 , який експресується на ендотеліальних клітинах і викликає NO-опосередковану вазодилатацію, і ETB 2  присутній у VSMC там він регулює скорочення. Стимуляція рецепторів ETB 1 призводить до вивільнення інших вазодилатаційних факторів, таких як простацикліни  та NO.
У фізіологічних умовах чистий ефект є вазоконстриктивним, опосередкованою рецептором ET A , який частково протидіє вивільненню NO, опосередкованого рецептором ET B. Однак при певних патофізіологічних умовах відповідь на антагоністи рецепторів ендотеліну може бути інакшою.

Ілюстрація фізіологічної дії

При ендотеліальній дисфункції спостерігається підвищена експресія ET-1 в VSMC і макрофагах. Також спостерігається підвищена експресія рецепторів ET B на гладеньких міоцитах, що опосередковують вазоконстрикцію. ET-1 може знижувати експресію ендотеліальної NO синтази, тим самим знижуючи продукування NO. Як  ЕТА так і ETB  рецептори на VSMC можуть викликати підвищену продукцію супероксиданіон радикалу  при ендотеліальній дисфункції. Супероксид може знижувати біологічну активність NO шляхом утворення пероксинітриту. Таким чином баланс ефектів зміщюється у бік вазоконстрикції.
Ендотеліни через свої рецептори здатні впливати на функцію багатьох органів, таких як серце, нирки, легені та печінка. Окрім участі в регуляції судинного тонусу, ендотеліни беруть участь у судинному, міокардіальному та кістковому ремоделюванні, інгібуванні апоптозу. Крім того, ендотеліни можуть бути задіяними при бронхоконстрикції, ангіогенезі та нейропатичному болю. 